# Austrolittorina cincta
Austrolittorina cincta là một loài ốc biển, là động vật thân mềm chân bụng sống ở biển trong họ Littorinidae.